# Johan Olsson (spelman)
Johan Teodor Olsson, född den 8 maj 1896 i Kullviken, Jumkil s:n, död 1959 i Uppsala, var en svensk spelman. Son till hemmansägaren Per Erik Olsson och hans maka Anna Mathilda Jansdotter. Gift 1945 med Helga Viktoria Rehlin (född 1907).

## Biografi
Växte upp i Bälingeskogen, på gränsen mot Harbo. Han började spela fiol vid 7 års ålder, och lärde sig först av fadern, och senare av äldre spelmän i trakten. Han spelade ihop med Hjort Anders, och senare med Viksta-Lasse och Ivar Tallroth. Han deltog på Riksspelmansstämmorna på Skansen 1927 och 1939. 1942 spelade han upp med egna låtar för Zornmärkesjuryn i Uppsala, och fick Zornmärket i silver.
Han var en god berättare och kunde dra historier om låtarna och de gamla spelmännen vid konserter. Under 1950-talet spelade han ihop med Eric Sahlström och Viksta-Lasse, något som finns dokumenterat på band av Sveriges Radio och Uplands spelmansförbund. På våren 1959 beslöt Ungdomsringen att tilldela honom Zornmärket i guld vid Zornmärkesuppspelningarna i Borås i juli, men tyvärr avled han under våren. Guldmärket kom därvid, för första och enda gången, att utdelas postumt.